# Nicolás Borsellino
Nicolás Borsellino (Montevideo, 8 maggio 1986) è un cestista uruguaiano.

## Carriera
Con l'Uruguay ha disputato quattro edizioni dei Campionati americani (2005, 2009, 2015, 2017).